# Балада о Синиши и мангупу
Балада о Синиши и мангупу је југословенски ТВ филм из 1981. године. Режирао га је Андреј Стојан а сценарио су написали Душан Белча и Звездана Сарић.

## Улоге
| Глумац              | Улога  |
| ------------------- | ------ |
| Драган Бјелогрлић   | Синиша |
| Ђорђе Јелисић       | Отац   |
| Велимир Животић     | Антић  |
| Стеван Гардиновачки |        |
| Раде Којадиновић    |        |
| Золтáн Варга        |        |
| Мирко Петковић      |        |
| Матија Пасти        |        |